# トッポ (菓子)
　トッポ（TOPPO）は、ロッテが製造、販売するチョコレート菓子。1994年販売開始。
　ロッテのパイの実、コアラのマーチと並ぶチョコレート菓子で、いわゆる中チョコ菓子で従来の（例えば江崎グリコのポッキーのような）同種の商品とは逆に、プレッツェルのパイプの中にチョコが詰められた形となっている。
　細長いスティックチョコということから、「背が高い」という意味の「トール（Tall）」と「のっぽ」という2つの言葉を組み合わせて「トッポ」と名付けられた。
　2002年にロッテが毎年10月10日を「トッポの日」と制定した。日付は円筒形の細長い形が1と0で表せることと、商品名の語感から。
　毎年1月〜3月にかけての受験シーズンには、ラジオ番組『SCHOOL OF LOCK!』とコラボしたTOPPA（トッパ）が受験生応援アイテムとして発売されている。
　過去にトッポのプレッツェルの中にガーナチョコレートを詰めたコラボ商品「ガーナトッポ」が期間限定で発売されたことがある。

## 味

### 現在発売中
- トッポ
  - ザ・ショコラ
- トッポ袋

### 過去に発売していた商品
- ビター
- 放課後ベリー
- ほっこりミルク
- 味わい濃厚トッポ<ガーナ>
  - 味わい濃厚トッポ<芳醇チーズ>
- 黒トッポ
- あおトッポ（アーモンドチョコ＋塩）
- あおのトッポ（うま塩バニラ）
- あおのトッポ（ホワイトチョコ）
- 塩キャラメル
- 焼き栗
- ミルクプリン
- 抹茶ラテ
- ご褒美ティラミス

## CM
「最後までチョコたっぷり!」でお馴染み。キャッチフレーズは「やっぱこれだね〜 ロッテのトッポ」。

### CMキャラクター
- 過去
  - 内田有紀
  - 後藤理沙
  - 大杉漣
  - 小日向しえ
  - 希良梨
  - 江頭2:50
  - ハイキングウォーキング
  - 長瀬智也（TOKIO）
  - 中島健人（Sexy Zone）
  - 石崎なつみ
  - 渡辺恵伶奈

### CFソング
- 過去
  - Letit go「Single girl (Re-mix)」
  - BAJI-R「愛してる」

### キャラクター
ノッポントッポン
作者は日本相撲協会のハッキヨイ!せきトリくんやテレビ静岡のテレシーズ、瀬戸内海放送のスパーキーなどを作成したにしづかずゆき。